# Toni Turek
Anton "Toni" Turek (18 de gener de 1919 - 11 de maig de 1984) fou un futbolista alemany de la dècada de 1950.
Fou 20 cops internacional amb la selecció alemanya amb la qual participà en la Copa del Món de futbol de 1954 i a la Copa del Món de futbol de 1958.
Pel que fa a clubs, defensà els colors de TuS Duisburg 48/99, TSG Ulm 1846, Eintracht Frankfurt, Fortuna Düsseldorf i Borussia Mönchengladbach.